# Lean Back
Lean Back was een single van de Amerikaanse hiphop-groep Terror Squad. Aan het nummer werkten onder meer Fat Joe en Remy Ma mee. Op 21 augustus 2004 bereikte de single de eerste plaats in de Billboard Hot 100. Het nummer werd ook gebruikt in de soundtrack van Need For Speed: Underground 2. Het nummer is geproduceerd door Scott Storch.